# Homaspis albipes
Homaspis albipes är en stekelart som beskrevs av Davis 1897. Homaspis albipes ingår i släktet Homaspis och familjen brokparasitsteklar. Inga underarter finns listade i Catalogue of Life.